# Noa Moon
Noa Moon, de son vrai nom Manon De Carvalho Coomans, est une chanteuse et compositrice belge née le 3 mars 1991 à Alsemberg en Belgique. 
Ses titres sont généralement qualifiés de folk, pop, rock et reggae,. Les paroles de ses chansons sont exclusivement en anglais, à l'exception de la version duo de Paradise / Mon chemin chantée avec l'artiste français Malo (2013).

## Débuts
Noa Moon fait ses premiers pas dans le monde professionnel de la musique par le biais d'une publicité pour l'eau minérale de Spa où son titre Magic est joué. Elle effectuait déjà des petits concerts dans les cafés bruxellois où on lui a conseillé de chercher un label.

## Labels
En Belgique, elle est produite par Team 4 Action depuis 2012. En France, par le label indépendant Atmosphériques.

## Succès
Elle s'est fait connaître en 2012 avec son titre Paradise qui a été largement diffusé sur les radios belges et qui est considéré comme la neuvième meilleure diffusion en Belgique francophone en 2012. Ce titre a permis à Noa Moon de gagner le premier Nielsen AirPlay Award, prix récompensant l'artiste belge dont le morceau a été le plus diffusé en radio et remis en avril à la chanteuse par la ministre de la Culture de la Fédération Wallonie-Bruxelles.
Parmi ses morceaux les plus connus figurent Let Them Talk (2013) et Wild Love (2013). Son premier album Let Them Talk a été présenté au Botanique le 15 octobre 2013.
Toujours grâce à son titre Paradise, elle a eu l'occasion de donner de nombreux concerts et d'affiner de nouvelles compositions. Depuis, elle tourne régulièrement en concert et sur les grands festivals tels que les Francofolies de Spa.

## Discographie

### Albums
- 2013 : Let Them Talk
- 2017 : Azurite

### EPs
- 2012 : River[9]

### Singles
- 2013 : Wild Love
- 2013 : Paradise (feat. Malo) [Mon Chemin]
- 2013 : Let Them Talk
- 2013 : Magic [Is Everywhere][10]
- 2014 : Pandora's Box
- 2014 : Run
- 2017 : Sparks

### Clips
- 2012 : Paradise
- 2013 : Let Them Talk
- 2014 : Run
- 2017 : Sparks
- 2017 : Alive

## Musiciens
Noa Moon joue de la guitare, et est accompagnée de Olivier Cocx à la batterie, Aurelie Muller à la basse et Laetitia Collet aux clavier.

## Humanitaire
En 2014, elle est la marraine de l'Action Damien,.
Depuis 2018, elle est la marraine de l'APEDAF (Association des Parents d'Enfants Déficients Auditifs Francophones).